# Ściekowiec
Ściekowiec – żleb opadający z Kasprowego Wierchu do górnej części Doliny Suchej Kasprowej w polskich Tatrach Zachodnich. Górna część tego żlebu znajduje się kilkanaście metrów poniżej górnej stacji kolei linowej. Żleb jest piarżysto-trawiasty i stromy. Znajduje się na obszarze skał granitowych. Nazwa pochodzi od tego, że dawniej spływały nim ścieki z obiektów znajdujących się na Kasprowym Wierchu. Po 1980 wybudowano oczyszczalnię ścieków i Ściekowcem przestały spływać ścieki.
Taterników żleb nie zainteresował. Obecnie cała Dolina Kasprowa to obszar ochrony ścisłej, zamknięty dla turystów i taterników.